# Чемпионат мира по стрельбе 1958
37-й чемпионат мира по стрельбе прошёл в 1958 году в Москве (СССР). На нём впервые в истории состоялись отдельные соревнования для женщин и юниоров. Проводился на территории стрельбища «Динамо» в Мытищинском районе Московской области (основная программа) и стрелково-охотничьего стенда «Локомотив» в Балашихинском районе Московской области (стендовая стрельба).

## Общий медальный зачёт
(Синим цветом выделена принимающая страна)
| Место | Страна         | Золото | Серебро | Бронза | Всего |
| ----- | -------------- | ------ | ------- | ------ | ----- |
| 1     | СССР           | 24     | 12      | 4      | 40    |
| 2     | США            | 5      | 7       | 9      | 21    |
| 3     | Финляндия      | 3      | 4       | 4      | 11    |
| 4     | Румыния        | 2      | 2       | 3      | 7     |
| 5     | Великобритания | 2      | 0       | 2      | 4     |
| 6     | Чехословакия   | 1      | 3       | 2      | 6     |
| 7     | Германия       | 0      | 2       | 1      | 3     |
| 7     | Италия         | 0      | 2       | 1      | 3     |
| 9     | Венгрия        | 0      | 1       | 4      | 5     |
| 10    | Швеция         | 0      | 1       | 2      | 3     |
| 10    | Югославия      | 0      | 1       | 2      | 3     |
| 12    | Венесуэла      | 0      | 1       | 1      | 2     |
| 13    | Болгария       | 0      | 1       | 0      | 1     |
| 14    | Бельгия        | 0      | 0       | 1      | 1     |
| 14    | КНДР           | 0      | 0       | 1      | 1     |

## Медалисты

### Мужчины

#### Винтовка
| Дисциплина                               | Золото                                                                                   | Серебро                                                                                      | Бронза                                                                                       |
| ---------------------------------------- | ---------------------------------------------------------------------------------------- | -------------------------------------------------------------------------------------------- | -------------------------------------------------------------------------------------------- |
| Винтовка с трёх позиций, 50 м            | Виктор Шамбуркин (СССР)                                                                  | Марат Ниязов (СССР)                                                                          | Моисей Иткис (СССР)                                                                          |
| Винтовка с трёх позиций, 50 м (команды)  | СССР · Марат Ниязов · Василий Борисов · Моисей Иткис · Виктор Шамбуркин · Юрий Кудряшов  | ФРГ Ханс-Вернер Харбек Петер Конке Бернд Клингнер Хельмут Шленкер Рудольф Зигль              | США · Джеймс Картер · Джон Херр · Дэниел Брюс Пакел · Гордон Тарас · Верле Франклин Райт-мл. |
| Винтовка лёжа, 50 м                      | Найджел Оукли (Великобритания)                                                           | Владимир Лукьянчук (СССР)                                                                    | Гордон Тарас (США)                                                                           |
| Винтовка лёжа, 50 м (команды)            | Великобритания · С.Крэнмер · Дж.Фардон · Найджел Оукли · Дэвид Париш · Дж.Пауэлл         | Румыния · Н.Думитреску · И.Сирбу · Петре Шандор · Д.Витраску · ?                             | СССР · Марат Ниязов · Василий Борисов · Моисей Иткис · Виктор Шамбуркин · Владимир Лукьянчук |
| Винтовка с колена, 50 м                  | Вильхо Юлёнен (Финляндия)                                                                | Марат Ниясов (СССР)                                                                          | Франсуа Лафортюн-старший (Бельгия)                                                           |
| Винтовка с колена, 50 м (команды)        | СССР · Марат Ниязов · Василий Борисов · Моисей Иткис · Борис Береберин · Юрий Кудряшов   | США · Джеймс Картер · Джон Херр · Дэниел Брюс Пакел · Гордон Тарас · Верле Франклин Райт-мл. | Чехословакия · Ладислав Цервени · Отакар Горшинек · К.Перман · Й.Суловски · ?                |
| Винтовка стоя, 50 м                      | Моисей Иткис (СССР)                                                                      | Виктор Шамбуркин (СССР)                                                                      | Верле Райт (США)                                                                             |
| Винтовка стоя, 50 м (команды)            | СССР · Марат Ниязов · Василий Борисов · Моисей Иткис · Виктор Шамбуркин · Юрий Кудряшов  | Венгрия · Амбруш Балог · И.Агоштон · Й.Достай · Й.Холуп · Шандор Кребш                       | Финляндия · Паули Янхонен · Эса Кервинен · Юсси Нордквист · Йорма Тайтто · Вильхо Юлёнен     |
| Винтовка лёжа, 50+100 м                  | Юсси Нордквист (Финляндия)                                                               | Величко Христов (Болгария)                                                                   | Дэвид Париш (Великобритания)                                                                 |
| Винтовка лёжа, 50+100 м, (команды)       | СССР · Марат Ниязов · Владимир Лукьянчук · Борис Береберин · Е.Руси                      | Финляндия · Паули Янхонен · Юсси Нордквист · Йорма Тайтто · Вильхо Юлёнен                    | Великобритания · С.Крэнмер · Дж.Фардон · Найджел Оукли · Дэвид Париш                         |
| Винтовка с трёх позиций, 300 м           | Анатолий Богданов (СССР)                                                                 | Дэниел Пакел (США)                                                                           | Эса Кервинен (Финляндия)                                                                     |
| Винтовка с трёх позиций, 300 м (команды) | СССР · Марат Ниязов · Василий Борисов · И.Фёдорович · Пётр Авилов · Василий Крышневский  | Финляндия · Паули Янхонен · Эса Кервинен · Юсси Нордквист · Йорма Тайтто · Вильхо Юлёнен     | Венгрия · Амбруш Балог · И.Агоштон · Й.Достай · Й.Холуп · Шандор Кребш                       |
| Винтовка лёжа, 300 м                     | Верле Райт (США)                                                                         | Вильхо Юлёнен (Финляндия)                                                                    | Дэниел Пакел (США)                                                                           |
| Винтовка с колена, 300 м                 | Верле Райт (США)                                                                         | Дэниел Пакел (США)                                                                           | Эса Кервинен (Финляндия)                                                                     |
| Винтовка стоя, 300 м                     | Константин Антонеску (Румыния)                                                           | Вильхо Юлёнен (Финляндия)                                                                    | Ханс-Вернер Харбек (ФРГ)                                                                     |
| Стандартная винтовка, 300 м              | Анатолий Тилик (СССР)                                                                    | Моисей Иткис (СССР)                                                                          | Борис Переберин (СССР)                                                                       |
| Стандартная винтовка, 300 м (команды)    | СССР · Иосиф Мейтин · Анатолий Тилик · Моисей Иткис · Виктор Шамбуркин · Борис Переберин | Югославия · Владимир Грозданович · К.Ланиц · Д.Миленкович · Морослав Стоянович · Зиванович   | Финляндия · Паули Янхонен · Эса Кервинен · К.Парккари · Йорма Тайтто · Вильхо Юлёнен         |
| Армейская винтовка, 300 м                | Иван Новожилов (СССР)                                                                    | Ладислав Червени (Чехословакия)                                                              | Анатолий Петерев (СССР)                                                                      |
| Армейская винтовка, 300 м (команды)      | СССР · Иван Новожилов · Александр Орлов · Анатолий Петерев · Анатолий Тилик              | Чехословакия · Ладислав Червени · Владимир Стиборик · Й.Сивцак · Й.Вала                      | КНДР · Кон Ч. · Ким Кён Хо · Ким Т. · Ким П.                                                 |

#### Пистолет
| Дисциплина                                | Золото                                                                                      | Серебро                                                                                   | Бронза                                                                    |
| ----------------------------------------- | ------------------------------------------------------------------------------------------- | ----------------------------------------------------------------------------------------- | ------------------------------------------------------------------------- |
| Пистолет, 50 м                            | Махмуд Умаров (СССР)                                                                        | Алексей Гущин (СССР)                                                                      | Нельсон Линкольн (США)                                                    |
| Пистолет, 50 м (команды)                  | СССР · Алексей Гущин · Антон Ясинский · Лев Вайнштейн · Григорий Запольский · Махмуд Умаров | США · Вильям Бланкеншип · Нельсон Линкольн · Д.Миллер · Раймонд Сазерлэнд · Оффутт Пинион | Чехословакия · Йиржи Гмецек · Владимир Кудрна · К.Муха · Ф.Макса · Й.Шваб |
| Скорострельный пистолет, 25 м             | Александр Кропотин (СССР)                                                                   | Александр Забелин (СССР)                                                                  | Штефан Петреску (Румыния)                                                 |
| Скорострельный пистолет, 25 м (команды)   | СССР · Евгений Черкасов · Александр Кропотин · Виктор Насонов · Александр Забелин           | США · Вильям Макмиллан · Хьюлет Лео Беннер · Д.Миллер · Обри Смит                         | Венгрия · Аладар Добша · Й.Дьёрнёрю · Ф.Кун · Карой Такач                 |
| Пистолет центрального боя, 25 м           | Вильям Макмиллан (США)                                                                      | Владимир Кудрна (Чехословакия)                                                            | Карой Такач (Венгрия)                                                     |
| Пистолет центрального боя, 25 м (команды) | Чехословакия · Владимир Кудрна · В.Троян · К.Муха · Ф.Макса                                 | СССР · Антон Ясинский · Лев Вайнштейн · Василий Сорокин · Махмуд Умаров                   | США · Вильям Макмиллан · Хьюлет Лео Беннер · Дэвид Картер · Обри Смит     |

#### Стрельба по движущейся мишени
| Дисциплина                                              | Золото                                                                       | Серебро                                                       | Бронза                                                           |
| ------------------------------------------------------- | ---------------------------------------------------------------------------- | ------------------------------------------------------------- | ---------------------------------------------------------------- |
| Одиночные выстрелы по «бегущему оленю», 100 м           | Иоганн Никитин (СССР)                                                        | Виталий Романенко (СССР)                                      | Джеймс Дэвис (США)                                               |
| Одиночные выстрелы по «бегущему оленю», 100 м (команды) | СССР · Иоганн Никитин · Людвиг Лустберг · Виталий Романенко · Олег Закуренов | США · Джозеф Декерт · Джеймс Дэвис · Гарри Лакер · Р.Вентворт | Швеция · Руне Флодман · Оке Боман · Свен Юханссон · Б.Скуллстрём |
| Двойные выстрелы по «бегущему оленю», 100 м             | Джозеф Декерт (США)                                                          | Руне Флодман (Швеция)                                         | Гарри Лакер (США)                                                |
| Двойные выстрелы по «бегущему оленю», 100 м (команды)   | СССР · Иоганн Никитин · Людвиг Лустберг · Виталий Романенко · Олег Закуренов | США · Джозеф Декерт · Джеймс Дэвис · Гарри Лакер · Р.Вентворт | Швеция · Руне Флодман · Оке Боман · Свен Юханссон · Б.Скуллстрём |

#### Стендовая стрельба
| Дисциплина     | Золото                                                               | Серебро                                                                       | Бронза                                                                |
| -------------- | -------------------------------------------------------------------- | ----------------------------------------------------------------------------- | --------------------------------------------------------------------- |
| Трап           | Фрэнсис Эйзенлауэр (США)                                             | Галлиано Россини (Италия)                                                     | Эдоардо Кашиано (Италия)                                              |
| Трап (команды) | СССР · Сергей Калинин · Юрий Никандров · В.Степин · Владимир Зименко | Италия · Эдоардо Кашиано · Алессандро Чичери · Д.Чичери · Галлиано Россини    | США · Х.Кларк · В.Эверхарт · Фрэнсис Эйзенлауэр · Э.Сессион           |
| Скит           | Аркадий Каплун (СССР)                                                | Николай Дурнев (СССР)                                                         | Хуан Гарсиа (Венесуэла)                                               |
| Скит (команды) | СССР · В.Антонов · Юрий Цуранов · Николай Дурнев · Аркадий Каплун    | Венесуэла · Хуан Гарсиа · И.Карденас · Арналдо Ринконес · Карлос Пласа Маркес | Румыния · Георге Энаке · Йон Думитреску · Георге Флореску · С.Попович |

### Женщины
| Дисциплина                              | Золото                                               | Серебро                                             | Бронза                                             |
| --------------------------------------- | ---------------------------------------------------- | --------------------------------------------------- | -------------------------------------------------- |
| Винтовка лёжа, 50+100 м                 | Елена Донская (СССР)                                 | Римма Зеленко (СССР)                                | Юдит Моску (Румыния)                               |
| Винтовка с трёх позиций, 50 м           | Тамара Ломова (СССР)                                 | Елена Донская (СССР)                                | Ласлоне Кишдьёрдь (Венгрия)                        |
| Винтовка с трёх позиций, 50 м (команды) | СССР · Елена Донская · Тамара Ломова · Римма Зеленко | Венгрия · Ласлоне Кишдьёрдь · О.Келльнер · И.Верешш | Чехословакия · Й.Горичкова · Е.Стара · В.Ружичкова |

### Юниоры
| Дисциплина                              | Золото                                        | Серебро                                | Бронза                                                        |
| --------------------------------------- | --------------------------------------------- | -------------------------------------- | ------------------------------------------------------------- |
| Винтовка лёжа, 50+100 м                 | Марин Ферекату (Румыния)                      | Имре Арон (Румыния)                    | Морослав Стоянович (Югославия)                                |
| Винтовка с трёх позиций, 50 м (команды) | СССР · В.Авилов · Шота Квелиашвили · А.Яконюк | ФРГ Ф.Хубер Бернд Клингнер Петер Конке | Югославия · Бранислав Лонцар · Б.Ковашич · Морослав Стоянович |